# Резолюция Совета Безопасности ООН 1033
Резолюция Совета Безопасности Организации Объединённых Наций 1033 (код — S/RES/1033), принятая 19 декабря 1995 года, подтвердив все предыдущие резолюции по Западной Сахаре, Совет обсудил референдум о самоопределении народа Западной Сахары и завершение процесса идентификации.
Получив доклад Генерального секретаря ООН Бутроса Бутроса-Гали в соответствии с резолюцией 1017 (1995), Совет подчеркнул необходимость достижения прогресса в реализации Плана урегулирования, который был принят Марокко и Фронтом Полисарио, и подтвердил свою приверженность проведению референдума. Было также отмечено, что Комиссия по идентификации может выполнять свою работу только при полном доверии обеих сторон к её суждениям и честности.
Совет Безопасности приветствовал усилия Генерального секретаря по ускорению и завершению процесса идентификации, а также его консультации с обеими сторонами с целью урегулирования разногласий, задерживающих завершение процесса. Было предложено представить доклад о консультациях, отметив, что в случае отсутствия соглашения Миссия ООН по проведению референдума в Западной Сахаре (МООНРЗС) может быть выведена. Обе стороны были призваны сотрудничать с ней.